# Arapongas Esporte Clube
Arapongas Esporte Clube é um time de futebol brasileiro de Arapongas, no Paraná, fundado em 6 de junho de 1974. Suas cores são o verde e o branco. Manda seus jogos no Estádio Municipal José Chiappin, apelidado de Estádio dos Pássaros.

## História
Fundado em 6 de junho de 1974, o Arapongas Esporte Clube é uma das grandes paixões da cidade de Arapongas, situada no norte Paranaense. Com as cores verde e branco, o Arapongão, apelido carinhoso do time, tem na torcida e no seu estádio Estádio dos Pássaros, com capacidade para 6.240 torcedores, seu principal ponto forte nas partidas. Resgatada a tradição do futebol no município em 2007 por intermédio do empresário Adir Leme, aprimorou-se a forma de gestão esportiva elevando o Arapongas E.C a time empresa, sendo gerido desde então como outra instituição organizacional, gerando receitas através da comercialização de atletas, linha de produtos exclusivos e oficiais, gestão da marca e imagem do time, com estrutura composta por Gerência de Futebol e Administrativa, Gerencia de Marketing, diretoria Comercial e Financeira, secretariado e logística.
Em 2010, disputou a divisão de acesso do Campeonato Paranaense, com o objetivo de chegar à primeira divisão do futebol paranaense. Alcançou seu objetivo conquistando o título de Vice-Campeão, garantindo o direito de em 2011 disputar a Primeira Divisão do Campeonato Paranaense de Futebol.
Em 2011 foi um grande marco na recente história do Arapongas, após a ascensão a primeira divisão, logo no seu primeiro ano o clube disputou até a última rodada do certame as posições iniciais da tabela, terminando na 5ª posição com o mesmo número de pontos do quarto colocado o qual obteve vagas em competições nacionais. Recordes de público, jogos históricos e ótimas plataformas comerciais, foram destaques no Arapongas E.C na caminhada 2011.
Em 2012 novas plataformas e um planejamento ainda mais elaborado fizeram a diferença e os resultados apareceram dentro de campo. Terceiro colocado no Campeonato paranaense e Campeão do Interior Paranaense, o Arapongão se credenciou pela primeira vez a disputar as grandes competições nacionais; Campeonato Brasileiro - Série D e a Copa do Brasil em 2014.
Após ter disputado o Brasileiro da D em virtude dos bons resultados de 2012, 2013 teve foco no Estadual e destacou-se pela primeira participação na Copa do Brasil. O ano também foi importante pelas alianças formadas no exterior após uma longa excursão pela Europa.
No arbitral para o campeonato estadual de 2015, realizado em 12 de novembro de 2014, o Arapongas Esporte Clube pediu desistência da competição e desta forma, ao não participar do campeonato da primeira divisão de 2015, terá que retornar nas divisões inferiores, quando assim desejar.
Em 2019, foi Vice-campeão do Campeonato Paranaense de Futebol da Terceira Divisão, galgando o Acesso para a Segunda Divisão em 2020.
Porém, em Janeiro de 2020, foi impedido de participar da Competição, por possuir pendências com a FPF , sendo chamado em seu lugar, o Azuriz Futebol Clube.
O clube só iria retornar a participar de competições profissionais a partir de 2021, onde retornou a disputa da terceira divisão do paranaense, onde está até o presente momento.

### Campo de jogo
O Estádio Municipal José Luís Chiapin (Estádio dos Pássaros) é o local dos jogos do clube, tem capacidade para 6.240 torcedores.
O estádio recebe anualmente na semana do dia 1º de Maio, O Torneio do Trabalhador, um campeonato que envolve clubes amadores, infantis e femininos, organizado pela cidade, ficou desativado por algumas temporadas no profissional e voltou apenas em 2008, na participação do Arapongas na Série Bronze do Campeonato Paranaense de Futebol.

## Rivalidade regional

### Arapongas x Apucarana
No norte do Paraná, o maior rival histórico do Arapongas Esporte Clube tem sido o time da cidade de Apucarana, atualmente representada pelo Apucarana Sports, mas que antigamente era representada pelo Apucarana Atlético Clube, o Clássico AraPuca, como é chamado, marca a rivalidade entre os times das duas cidades. A rivalidade ultrapassa as quatro linhas, estando presente até mesmo na política das duas cidades, o que torna o clássico ainda mais acirrado. As duas cidades foram fundadas em épocas próximas, Apucarana em 1944 e Arapongas em 1947, e ficam a cerca de 17 km de distância uma da outra. Tudo isto fez com que o 'Clássico AraPuca' ganhasse grande importância regional no norte do Paraná.

### Arapongas x Londrina
Outro clássico que vem crescendo nos últimos anos é contra o Londrina Esporte Clube, pois devido a má fase do time da cidade de Apucarana, rival do Arapongas, e também da cidade de Maringá, rival do Londrina na qual faz o "Clássico do Café", as equipes das cidades que ficam a cerca de 35 km de distância uma da outra vem disputando posições e títulos no últimos anos, tanto é que o Arapongas foi Campeão do Interior Paranaense em 2012 e o Londrina em 2013.

#### Último confronto
O mais recente encontro entre Arapongas e Londrina ocorreu no dia 9 de fevereiro de 2014, com vitória do Arapongas por 1 a 0.
| 09/02/2014 | Arapongas   | 1–0 | Londrina | Estádio dos Pássaros, Arapongas, PR |
| 17:00      | Vinícius 6' |     |          |                                     |

#### Arapongas x Laranja Mecânica
Uma rivalidade mais recente que tem se surgido após a queda do Arapongas para a Terceira Divisão do Paranaense, é contra o Esporte Clube Laranja Mecânica, clube também da cidade de Arapongas, que teve sua estreia em 2021 na Terceira Divisão do Paranaense. Nos dois únicos confrontos entre os times, o Laranja Mecânica levou a melhor, sendo o primeiro uma vitória por 3 a 1, e o segundo uma goleada de 7 a 1.

## Títulos
| Estaduais | Estaduais                         | Estaduais | Estaduais  |
|           | Competição                        | Títulos   | Temporadas |
| --------- | --------------------------------- | --------- | ---------- |
| Paraná    | Campeonato Paranaense do Interior | 1         | 2012       |

### Campanhas de Destaque
- Vice-Campeão do Campeonato Paranaense - Segunda Divisão: 2 (1989 e 2010)
- Vice-Campeão do Campeonato Paranaense - Terceira Divisão: 2 (2001 e 2019)

### Últimas Temporadas
Legenda:
| Campeão Vice-campeão | Campeão do Interior Paranaense Classificado ao Campeonato Brasileiro - Série D e Copa do Brasil | Rebaixamento Acesso |

## Ranking da CBF
Ranking de CBF atualizado em dezembro de 2017
- Posição: 205º
- Pontuação: 50 pontos[8]

Ranking criado pela Confederação Brasileira de Futebol para pontuar todos os clubes do Brasil.

## Outras modalidades esportivas
Além do futebol, o Arapongas possuiu, ao longo de sua história, equipes em várias modalidades esportivas.

### Futsal
O Arapongas não possui grande tradição no futsal paranaense, mas conquistou alguns títulos importantes no início dos anos 2000, sendo o da Terceira Divisão do Campeonato Paranaense de Futsal de 2004 o mais importante entre eles.
Títulos
- Campeonato Paranaense de Futsal - Terceira Divisão: 2004